# Maggie O’Farrell
Maggie O’Farrell (ur. w 1972 w Coleraine) – brytyjska autorka powieści obyczajowych. 

## Życiorys
O’Farrell urodziła się w Irlandii Północnej, a wychowała w Walii i Szkocji. Pracowała jako dziennikarka w Hongkongu oraz jako zastępca redaktora literackiego brytyjskiej gazety The Independent on Sunday. Uczyła też na kursie twórczego pisania. 
Jest żoną powieściopisarza Williama Sutcliffe’a, którego poznała w Emmanuel College w Cambridge. Mieszkają w Edynburgu. 
W 2005 dostała nagrodę Somerset Maugham Award za powieść Ten dystans między nami. 
W 2020 została wyróżniona nagrodą Women’s Prize for Fiction za powieść Hamnet. 

## Twórczość
- After You'd Gone (2000) – Kiedy odszedłeś (2005)
- My Lover's Lover (2002)
- The Distance Between Us (2004) – Ten dystans między nami (2005)
- The Vanishing Act of Esme Lennox (2006) – Zniknięcia Esme Lennox (2008)
- The Hand that First Held Mine (2010) – Ona pierwsza (2013)
- Instructions for a Heatwave (2013) – Zalecenia na wypadek upałów (2015)[2]
- This Must Be the Place (2016) – To tutaj (2018)[3]
- Hamnet (2020)[4]
- The Marriage Portrait (2022)[5]